# Strykersville
Strykersville es un lugar designado por el censo (en inglés, census-designated place, CDP) ubicado en el condado de Wyoming, estado de Nueva York, Estados Unidos. Según el censo de 2020, tiene una población de 682 habitantes.
Se encuentra situado dentro del municipio de Sheldon, con una pequeña área al sur dentro del municipio de Java.

## Geografía
La localidad está ubicada en las coordenadas 42°42′23″N 78°26′39″O / 42.70639, -78.44417 (42.706312, -78.444085).